# Johann Kaser
Johann Kaser (12. března 1832 Stonařov – 4. února 1901 Jihlava) byl rakouský notář a politik německé národnosti z Moravy, v letech 1871–1878 poslanec Moravského zemského sněmu, počátkem 70. let i poslanec Říšské rady

## Životopis
Původně pracoval jako advokátní koncipient v Brně, ale v listopadu 1868 byl ministrem spravedlnosti jmenován notářem v Lipníku nad Bečvou. Notářskou kancelář potom vedl od ledna 1869 do roku 1896. S manželkou Henriettou měl syna Karla, právníka a fotografa. Roku 1896 byl jako notář přeložen do Jihlavy.
V moravských zemských volbách v prosinci 1871 byl za německé liberály zvolen poslancem Moravského zemského sněmu v obvodu tvořeném městy Hranice, Potštát, Lipník nad Bečvou a Kelč, když drtivě (434 hlasů ku 8) porazil českého kandidáta Františka Václavíka.
Roku 1872 ho zemský sněm delegoval i do Říšské rady (celostátní zákonodárný sbor), kde reprezentoval kurii městskou na Moravě. Složil slib 12. prosince 1872. Uváděl se jako c. k. notář. Bytem Lipník.
Zemřel v únoru 1901 v Jihlavě. Bylo mu 69 let.